# Brandon Rivera
Brandon Smith Rivera Vargas (født 21. marts 1996 i Zipaquirá) er en professionel cykelrytter fra Colombia, der er på kontrakt hos Ineos Grenadiers.